# Cryptopontius minor
Cryptopontius minor is een eenoogkreeftjessoort uit de familie van de Artotrogidae. De wetenschappelijke naam van de soort is voor het eerst geldig gepubliceerd in 1965 door Stock.